# Marianne Tritz
Marianne Tritz (* 21. Januar 1964 in Dannenberg) ist eine deutsche Politikerin (Bündnis 90/Die Grünen) und Lobbyistin. Sie war zuletzt von 2013 bis 2015 Geschäftsführerin des Gesamtverbandes Dämmstoffindustrie. Seit 2020 ist Tritz im Auftrag der Stadt Magdeburg Beauftragte für den innerstädtischen  Hasselbachplatz.

## Leben
Marianne Tritz erwarb nach der Mittleren Reife die Fachhochschulreife. Nach einer Ausbildung zur Erzieherin studierte sie 1985 bis 1989 Sozialwesen an der Fachhochschule Lüneburg und war außerdem von 1987 bis 1990 zuständig für die Öffentlichkeitsarbeit des Gasthofes Meuchefitz, von 1991 bis 1993 absolvierte sie eine Ausbildung als Polsterin und Raumausstatterin und von 1994 bis 1997 machte sie während ihres Erziehungsurlaubs eine Weiterbildung Neue Medien. Marianne Tritz hat zwei Kinder. Seit dem 19. August 2016 ist sie mit Johannes Kempmann verheiratet.

## Politische Laufbahn
Tritz war von 1985 bis 1989 Pressesprecherin und Geschäftsführerin der Bürgerinitiative Umweltschutz Lüchow-Dannenberg. Von 1993 bis 2001 war sie Kreisvorsitzende der Grünen in Lüchow-Dannenberg und von 1996 bis 2001 Fraktionsvorsitzende im Samtgemeinderat Dannenberg. Von 2001 bis 2002 war Tritz Referentin für Fundraising und Unternehmenskontakte beim Bundesvorstand von Bündnis 90/Die Grünen. Sie ist seit 1985 Mitglied von Bündnis 90/Die Grünen, war 1999 niedersächsische Spitzenkandidatin der Grünen zur Europawahl. 2002 kandidierte sie im Wahlkreis Lüneburg/Lüchow-Dannenberg für den Deutschen Bundestag. Über die Landesliste ihrer Partei zog sie in den Bundestag ein und war bis 2005 Mitglied des Deutschen Bundestages. Danach war sie im Bundestag Mitarbeiterin von Fritz Kuhn.

## Tätigkeit nach der politischen Laufbahn
Im März 2008 wechselte sie als Geschäftsführerin zum neugegründeten Deutschen Zigarettenverband. Dieser Wechsel war nicht unumstritten. Zum 30. Oktober 2012 beendete der DZV überraschend die Tätigkeit von Marianne Tritz, deren Vertrag bis April 2013 lief. Der Verband wollte angesichts größerer gesetzgeberischer Neuregelungen der EU zum Tabakkonsum einen personellen Neuanfang.
Daraufhin war Tritz seit dem 1. Mai 2013 bis zu dessen Auflösung im Dezember 2015 Geschäftsführerin und Liquidatorin des Gesamtverbands Dämmstoffindustrie. Im Anschluss war sie vorübergehend ohne festes Lobby-Mandat und nach eigenen Angaben freiberuflich tätig.
2020 übernahm Tritz im Auftrag der Stadt Magdeburg das neu geschaffene Amt der sogenannten „Hasselbachplatz-Managerin“. Zu ihren Aufgaben als Citymanagerin gehören unter anderem die Organisation gemeinsamer Aktivitäten der ansässigen Gastronomie und anderer Gewerbetreibender an dem zentralen,  in Bedrängnis geratenen innerstädtischen Platz, der als Zentrum des Magdeburger Nachtlebens und Kriminalitätsschwerpunkt gilt. Außerdem sollen Veranstaltungsreihen und Lösungen für die Aufwertung des Platzes erarbeitet werden.

## Film
- Rot-Grün macht Kasse. Dokumentarfilm  über die Tätigkeit ehemaliger Politiker als Lobbyisten, 30 min, Deutschland, 2011, Produktion: NDR/Panorama[15]